# Maria Brezeanu
Maria Brezeanu (Barcarozsnyó, 1924. március 19. – Bukarest, 2005. április 19.) román vegyész, egyetemi tanár, a Román Akadémia rendes tagja.

## Életpálya
Középiskolai tanulmányait a brassói Principesa Elena Líceumban végezte. Egyetemi tanulmányait 1944-ben kezdte a Bukaresti Egyetem kémia tanszékén, ahol 1948-ban diplomázott. Vegyészi doktori címét 1956-ban ugyanezen egyetemen szervetlen kémiából szerezte.
1948-tól dolgozott a Bukaresti Egyetem kémia tanszékén, 1969-től professzorként.
1991-től a Román Akadémia levelező, 1993-tól pedig rendes tagja volt. Elnöke volt az Akadémia Kémiai Tudományok Osztályának, valamint tagja a Román Kémiai Társaság vezetőbizottságának.

## Díjak, kitüntetések
- Tudományos kutatótevékenységéért a Román Oktatásügyi Minisztérium 1961-ben és 1963-ban is díjazta.
- 1990-ben a Román Akadémia Gheorghe Spacu-díját vehette át.

## Válogatott publikációk
Több mint kétszáz tudományos publikációja és 13 könyve jelent meg.
- Combinaţii complexe polinucleare şi aplicaţiile lor
- Chimia combinaţiilor complexe, 1969
- Chimia metalelor, 1990